# Gee (canção de Girls' Generation)
"Gee" é uma canção do girl group sul-coreano Girls' Generation. Foi lançada em sites musicais em 5 de janeiro de 2009, com o lançamento físico do EP em 7 de janeiro. O single rapidamente alcançou o primeiro lugar em várias paradas musicais e estabeleceu um recorde de maior tempo no topo no popular programa Music Bank da KBS, permanecendo nessa posição por 9 semanas.

## Antecedentes
Vários meios de comunicação informaram que Girls' Generation voltariam em janeiro de 2009, depois de um hiato de 9 meses. O lançamento da canção foi precedido por vários cartazes teasers em Seul, lançados em 26 de dezembro, e um vídeo teaser de 25 segundos. Depois de seu lançamento digital, o interesse na música aumentou muito, alcançando o topo da parada musical da Cyworld no dia do lançamento e o primeiro lugar em seis diferentes paradas de sucesso digitais dentro de dois dias.

### Versão em japonês
Em 20 de outubro de 2010 a versão japonesa de "Gee" foi lançada em três versões em CD e DVD. No final de setembro, a versão japonesa de "Gee" foi lançada para ser tocada nas estações de rádio.

## Composição
"Gee" é uma canção de ritmo rápido sobre uma garota que se apaixonou pela primeira vez. O título indica uma exclamação de surpresa, semelhante a "어머나!" (Eomeona!, similar em significado a "Oh, meu Deus!", ou "Caramba!".

## Desempenho nas paradas

### Coreia do Sul
Uma semana depois de seu lançamento, "Gee" ficou em 1º lugar no Music Bank; no entanto, questões foram suscitadas quando o grupo não apareceu no programa, com rumores de um possível racha entre SM Entertainment e KBS. "Gee" também alcançou a 1ª posição no 인기가요 (Inkigayo) da SBS uma semana após seu retorno.
"Gee" primeiro alcançou o recorde de "Nobody", do girl group Wonder Girls, ficando seis semanas na primeira posição do portal musical M.Net. A canção, em seguida, quebrou esse recorde, permanecendo no topo na sétima semana, e manteve a posição até a oitava semana. Também juntou-se, e em seguida quebrou o recorde de mais tempo no primeiro lugar no programa Music Bank da KBS, batendo o recorde de 7 semanas previamente estabelecido pela banda Jewelry em 2008 com "One More Time". "Gee" alcançou a nona semana em 1º lugar no show em 13 de março de 2009.
A SM Entertainment afirmou que mais de 100.000 cópias do mini-álbum foram enviadas para lojas, enquanto a empresa de análise de vendas Hanteo registrou vendas superiores a 30.000 cópias nos primeiros 10 dias de seu lançamento.

### Japão
Girls' Generation também teve sucesso no Japão, com seu segundo single japonês "Gee". Em 26 de outubro de 2010 foi anunciado que o seu segundo single japonês "Gee" alcançou o primeiro lugar na parada musical Oricon Daily, tornando-o primeiro girl group asiático não-japonês a alcançar o topo da parada. A canção ficou em quinquagésimo sétimo lugar na parada de fim de ano da Japan Hot 100, em 2010. Em 20 de abril de 2011, as meninas adicionaram outra conquista quando o site da RIAJ (Recording Industry Association of Japan) atualizou a tabela mostrando que os downloads de ringtones do SNSD para "Gee" receberam Platina Duplo. A RIAJ certifica como Platina quando envolve 250.000 unidades, então Platina Duplo significaria que as meninas tinham mais de 500.000 downloads para "Gee".

## Vídeos musicais

### Versão em coreano
Existem três vídeos musicais completos de "Gee". O vídeo com o enredo foi lançado em 7 de janeiro de 2009. Ele apresenta as meninas como manequins em uma loja, que vêm à vida depois que o funcionário fecha e deixa a loja. Minho, integrante da banda SHINee, faz o papel de funcionário. No final do vídeo, as meninas fogem da loja e Minho entra e olha para uma placa de trabalho. As cenas de dança mostram as meninas dançando em um espaço branco, usando diferentes shorts coloridos. O vídeo musical de "Gee" acumulou mais de um milhão de visualizações no dia de seu lançamento, e alcançou mais de 50 milhões de acessos no YouTube em julho de 2011. Os outros dois vídeos são versões de dança. O primeiro mostra as meninas dançando na loja, sem o "enredo manequim", enquanto o segundo simplesmente mostra as meninas dançando na frente de um fundo branco que é usado no vídeo musical original.

### Versão em japonês
Em 30 de setembro de 2010, um teaser de "Gee" foi lançado. O teaser mostra as meninas como manequins em seus próprios provadores. O vídeo não tem o enredo de manequim desta vez. Em 6 de outubro de 2010, o vídeo musical de "Gee" em japonês foi lançado. Minho, do SHINee, mais uma vez, desempenha um papel, desta vez como um cliente, da loja administrada pelo Girls' Generation.
Em todo o vídeo elas dançam na loja, e em vez de mostrá-las usando diferentes shorts como cor-de-rosa, verde ou vermelho, como fizeram na versão coreana, desta vez elas usaram jeans. Ele também tem novas cenas das meninas vestindo-se. Quando Minho vai até a loja, as meninas ouvem a porta e elas largar tudo de suas mãos, mas escolhem de volta e correm em direção a Minho.
- Há ainda manequins no vídeo, mas desta vez eles são reais. O vídeo mostra as meninas escondendo-se atrás dos manequins no início.

## Na cultura popular
Uma paródia de "Gee", chamada "Hee", ganhou popularidade entre os coreanos. É uma combinação do instrumental de "Gee" e alguns diálogos extremamente maldosos do drama Temptation of a Wife.
A canção também ganhou popularidade na comunidade do StarCraft II: Wings of Liberty, principalmente porque os jogadores em uma partida Starcraft normalmente terminam um jogo dizendo "gg" (abreviação de "good game", ou "bom jogo" em português), e a expressão "Gee gee gee gee, baby baby baby", normalmente é vista como "gg gg, baby baby baby".
Um vídeo viral denominado Showa Era Gee (Grandpa Showa era) (Gee しょうわ時代 （爺爺爺－昭和時代))) foi postado no YouTube em 15 de agosto de 2011, com homens mais velhos em uma loja de sapatos dançando ao som da versão japonesa de "Gee". O vídeo foi originalmente exibido no show de variedades japonês SMAP×SMAP. Também foi postado no Smosh.com.

## Prêmios
- Cyworld Digital Music Awards: Canção do Mês (Janeiro)[24]
- Cyworld Digital Music Awards: Bonsang Award[25]
- 19º Seoul Music Awards: Bonsang Award[26]
- 19º Seoul Music Awards: Digital Album Award[25]
- 19º Seoul Music Awards: Daesang Award[25]
- Gaon Chart: Digital Music Award ("Gee")
- 7º Korean Music Awards: Canção do Ano[27]
- 2009 Melon Music Awards: Canção do Ano[28]
- 2009 Melon Music Awards: Odyssey[28]
- 24º Golden Disk Awards: Digital Bonsang Award[29]
- 24º Golden Disk Awards: Digital Daesang Award[29]

## Paradas musicais, vendas e certificações
| Parada                                  | Melhor posição |
| --------------------------------------- | -------------- |
| Oricon Weekly singles                   | 2              |
| Oricon Yearly singles                   | 47             |
| Billboard Japan Hot 100                 | 2              |
| RIAJ Digital Track Chart                | 1              |
| RIAJ Digital Track Chart yearly top 100 | 42             |

### Vendas e certificações
| Tabela                                | Quantidade               |
| ------------------------------------- | ------------------------ |
| Oricon vendas físicas                 | 200.392                  |
| RIAJ certificação em meios físicos    | Ouro (100.000+)          |
| RIAJ downloads de ringtones           | Platina Duplo (500.000+) |
| RIAJ downloads completos em celulares | Platina Duplo (500.000+) |
| RIAJ downloads em PCs                 | Platina (250.000+)       |

### Precessão e sucessão nas paradas
| Precedido por -                          | Single número um do mês na Gaon Chart Janeiro – Fevereiro de 2009  | Sucedido por "8282" por Davichi         |
| Precedido por "One Day" por The Rootless | Canção número um na RIAJ Digital Track Chart 26 de outubro de 2010 | Sucedido por "Kimi tte" by Kana Nishino |